# .np
.np là tên miền quốc gia cấp cao nhất (ccTLD) của Nepal. Việc đăng ký ở tên cấp 3 dưới một số tên cấp 2 như com.np, org.np, edu.np, net.np, gov.np và mil.np, và yêu cầu sự có mặt trong nước Nepal để đăng ký. Đăng ký cũng có thể được dùng cho tên dựa trực tiếp theo tên tổ chức, hoặc một nhãn hiệu hàng hóa.